# Чемпіонат Європи з дзюдо 2018
29-й чемпіонат Європи з дзюдо пройшов у Тель-Авіві з 26 по 28 квітня 2018 року.

## Медалісти

### Чоловіки
| Змагання     | Золото                    | Срібло                | Бронза                      |
| ------------ | ------------------------- | --------------------- | --------------------------- |
| До 60 кг     | Іслам Яшуєв (RUS)         | Яніслав Герчев (BUL)  | Ешлі Маккензі (GBR)         |
| До 60 кг     | Іслам Яшуєв (RUS)         | Яніслав Герчев (BUL)  | Беслан Мудранов (RUS)       |
| До 66 кг     | Адріан Гомбоч (SLO)       | Маттео Медвец (ITA)   | Тал Флікер (ISR)            |
| До 66 кг     | Адріан Гомбоч (SLO)       | Маттео Медвец (ITA)   | Дмитро Шершан (BLR)         |
| До 73 кг     | Фердінанд Карапетян (ARM) | Хідаят Гейдаров (AZE) | Білал Чилоглу (TUR)         |
| До 73 кг     | Фердінанд Карапетян (ARM) | Хідаят Гейдаров (AZE) | Томмі Маціас (SWE)          |
| До 81 кг     | Сагі Мукі (ISR)           | Самі Чоучі (BEL)      | Антоніо Еспозіто (ITA)      |
| До 81 кг     | Сагі Мукі (ISR)           | Самі Чоучі (BEL)      | Аслан Лаппінагов (RUS)      |
| До 90 кг     | Михайло Ігольніков (RUS)  | Неманья Майдов (SRB)  | Ніколоз Шеразадішвілі (ESP) |
| До 90 кг     | Михайло Ігольніков (RUS)  | Неманья Майдов (SRB)  | Теодос Целідіс (GRE)        |
| До 100 кг    | Тома Нікіфоров (BEL)      | Сіріль Маре (FRA)     | Зелім Коцоєв (AZE)          |
| До 100 кг    | Тома Нікіфоров (BEL)      | Сіріль Маре (FRA)     | Петер Пальчик (ISR)         |
| Понад 100 кг | Лукаш Крпалек (CZE)       | Тамерлан Башаєв (RUS) | Хенк Грол (NED)             |
| Понад 100 кг | Лукаш Крпалек (CZE)       | Тамерлан Башаєв (RUS) | Стефан Хегій (AUS)          |

### Жінки
| Змагання    | Золото                  | Срібло                 | Бронза                   |
| ----------- | ----------------------- | ---------------------- | ------------------------ |
| До 48 кг    | Ірина Долгова (RUS)     | Ева Черновіцкі (HUN)   | Марина Черняк (UKR)      |
| До 48 кг    | Ірина Долгова (RUS)     | Ева Черновіцкі (HUN)   | Міліца Ніколич (SRB)     |
| До 52 кг    | Натілія Кузютіна (RUS)  | Дістрія Краснікі (KOS) | Гефен Примо (ISR)        |
| До 52 кг    | Натілія Кузютіна (RUS)  | Дістрія Краснікі (KOS) | Евелін Чопп (SUI)        |
| До 57 кг    | Нора Г'якова (KOS)      | Тереза Штолль (GER)    | Анастасія Конкіна (RUS)  |
| До 57 кг    | Нора Г'якова (KOS)      | Тереза Штолль (GER)    | Телма Монтейру (POR)     |
| До 63 кг    | Кларісс Агбеньєну (FRA) | Тіна Трстеняк (SLO)    | Люсі Реншалл (GBR)       |
| До 63 кг    | Кларісс Агбеньєну (FRA) | Тіна Трстеняк (SLO)    | Мартіна Трайдос (GER)    |
| До 70 кг    | Кім Поллінг (NED)       | Саллі Конвей (GBR)     | Гемма Хоуелл (GBR)       |
| До 70 кг    | Кім Поллінг (NED)       | Саллі Конвей (GBR)     | Міхаела Поллерес (AUT)   |
| До 78 кг    | Магдалена Молонга (FRA) | Одрі Тшемео (FRA)      | Наталі Пауел (GBR)       |
| До 78 кг    | Магдалена Молонга (FRA) | Одрі Тшемео (FRA)      | Анна Марія Вагнер (GER)  |
| Понад 78 кг | Романа Дікко (FRA)      | Лариса Церич (BIH)     | Єлизавета Каланіна (UKR) |
| Понад 78 кг | Романа Дікко (FRA)      | Лариса Церич (BIH)     | Тессі Савелкулс (NED)    |

## Медальний залік
| Місце   | Країна               | Золото | Срібло | Бронза | Загалом |
| ------- | -------------------- | ------ | ------ | ------ | ------- |
| 1       | Росія                | 4      | 1      | 3      | 8       |
| 2       | Франція              | 3      | 2      | 0      | 5       |
| 3       | Бельгія              | 1      | 1      | 0      | 2       |
| 3       | Косово               | 1      | 1      | 0      | 2       |
| 3       | Словенія             | 1      | 1      | 0      | 2       |
| 6       | Ізраїль              | 1      | 0      | 3      | 4       |
| 7       | Нідерланди           | 1      | 0      | 2      | 3       |
| 8       | Вірменія             | 1      | 0      | 0      | 1       |
| 8       | Чехія                | 1      | 0      | 0      | 1       |
| 10      | Велика Британія      | 0      | 1      | 4      | 5       |
| 11      | Німеччина            | 0      | 1      | 2      | 3       |
| 12      | Азербайджан          | 0      | 1      | 1      | 2       |
| 12      | Італія               | 0      | 1      | 1      | 2       |
| 12      | Сербія               | 0      | 1      | 1      | 2       |
| 15      | Боснія і Герцеговина | 0      | 1      | 0      | 1       |
| 15      | Болгарія             | 0      | 1      | 0      | 1       |
| 15      | Угорщина             | 0      | 1      | 0      | 1       |
| 18      | Австрія              | 0      | 0      | 2      | 2       |
| 18      | Україна              | 0      | 0      | 2      | 2       |
| 20      | Білорусь             | 0      | 0      | 1      | 1       |
| 20      | Греція               | 0      | 0      | 1      | 1       |
| 20      | Португалія           | 0      | 0      | 1      | 1       |
| 20      | Іспанія              | 0      | 0      | 1      | 1       |
| 20      | Швеція               | 0      | 0      | 1      | 1       |
| 20      | Швейцарія            | 0      | 0      | 1      | 1       |
| 20      | Туреччина            | 0      | 0      | 1      | 1       |
| Загалом | Загалом              | 14     | 14     | 28     | 56      |

## Країни-учасниці
У турнірі взяло участь 368 спортсменів з 44 країн.
- Албанія (3)
- Вірменія (3)
- Австрія (9)
- Азербайджан (16)
- Білорусь (9)
- Бельгія (14)
- Боснія і Герцеговина (5)
- Болгарія (4)
- Хорватія (7)
- Кіпр (5)
- Чехія (5)
- Данія (2)
- Естонія (4)
- Франція (18)
- Грузія (9)
- Німеччина (12)
- Велика Британія (12)
- Греція (4)
- Угорщина (14)
- Ісландія (3)
- Ірландія (3)
- Ізраїль (17)
- Італія (16)
- Косово (4)
- Латвія (3)
- Литва (6)
- Люксембург (1)
- Молдова (7)
- Монако (1)
- Чорногорія (9)
- Нідерланди (16)
- Норвегія (1)
- Польща (11)
- Португалія (15)
- Румунія (11)
- Росія (18)
- Сербія (6)
- Словаччина (5)
- Словенія (13)
- Іспанія (9)
- Швеція (6)
- Швейцарія (5)
- Туреччина (12)
- Україна (15)